# Patelisio Punou-Ki-Hihifo Finau
Patelisio Punou-Ki-Hihifo Finau (Ma'ufanga, 15 marzo 1934 – Nuku'alofa, 4 ottobre 1993) è stato un vescovo cattolico tongano.

## Biografia
Nato nel 1934, fu ordinato sacerdote marista nel 1959. Nominato vescovo coadiutore di Tonga nel 1971, venne consacrato il 13 febbraio 1972 da papa Paolo VI. Il 7 aprile successivo divenne il primo vescovo di Tonga nativo del posto.
Dal 1978 al 1982 fu anche presidente della Conferenza episcopale del Pacifico.
Morì a Nukuʻalofa il 4 ottobre 1993.

## Genealogia episcopale
La genealogia episcopale è:
- Cardinale Scipione Rebiba
- Cardinale Giulio Antonio Santori
- Cardinale Girolamo Bernerio, O.P.
- Arcivescovo Galeazzo Sanvitale
- Cardinale Ludovico Ludovisi
- Cardinale Luigi Caetani
- Cardinale Ulderico Carpegna
- Cardinale Paluzzo Paluzzi Altieri degli Albertoni
- Papa Benedetto XIII
- Papa Benedetto XIV
- Papa Clemente XIII
- Cardinale Marcantonio Colonna
- Cardinale Giacinto Sigismondo Gerdil, B.
- Cardinale Giulio Maria della Somaglia
- Cardinale Carlo Odescalchi, S.I.
- Cardinale Costantino Patrizi Naro
- Cardinale Lucido Maria Parocchi
- Papa Pio X
- Papa Benedetto XV
- Papa Pio XII
- Cardinale Eugène Tisserant
- Papa Paolo VI
- Vescovo Patelisio Punou-Ki-Hihifo Finau, S.M.